# Acusana turba
Acusana turba är en insektsart som beskrevs av Delong och Freytag 1966. Acusana turba ingår i släktet Acusana och familjen dvärgstritar. Inga underarter finns listade i Catalogue of Life.